# Robert Freeman Hopwood

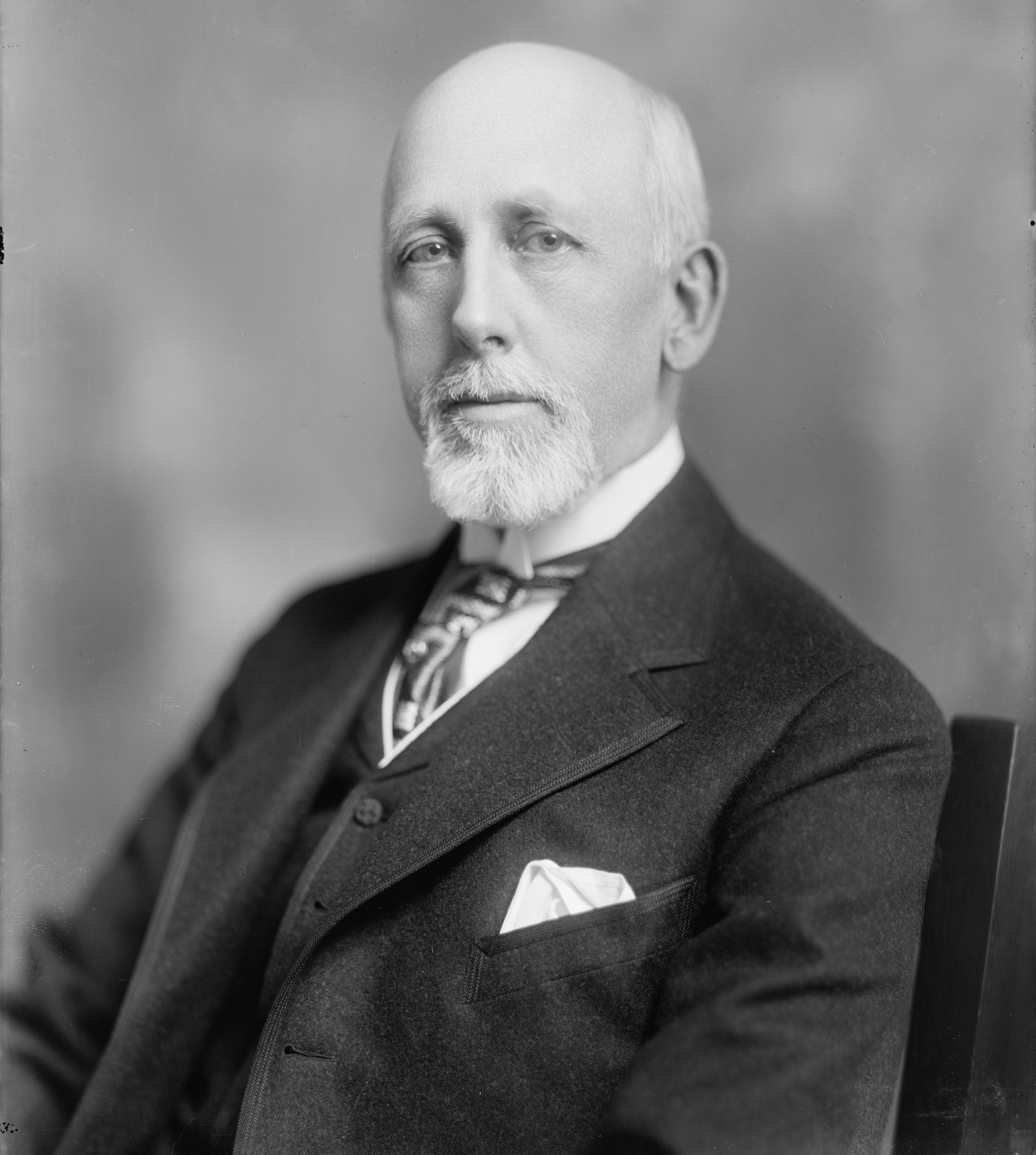
Robert Freeman Hopwood

Robert Freeman Hopwood (* 24. Juli 1856 in Uniontown, Fayette County, Pennsylvania; † 1. März 1940 in Saint Petersburg, Florida) war ein US-amerikanischer Politiker. Zwischen 1915 und 1917 vertrat er den Bundesstaat Pennsylvania im US-Repräsentantenhaus.

## Werdegang
Robert Hopwood besuchte die öffentlichen Schulen seiner Heimat und wurde zeitweise von Privatlehrern unterrichtet. Nach einem anschließenden Jurastudium und seiner 1879 erfolgten Zulassung als Rechtsanwalt begann er in Uniontown in diesem Beruf zu arbeiten. Gleichzeitig schlug er als Mitglied der Republikanischen Partei eine politische Laufbahn ein. Er wurde deren Bezirksvorstand im Fayette County. Zwischen 1881 und 1891 war er auch juristischer Vertreter der Stadt Uniontown; von 1894 bis 1912 fungierte er als Bezirksstaatsanwalt. Von 1905 bis 1920 leitete er das Uniontown Hospital.
Bei den Kongresswahlen des Jahres 1914 wurde Hopwood im 23. Wahlbezirk von Pennsylvania in das US-Repräsentantenhaus in Washington, D.C. gewählt, wo er am 4. März 1915 die Nachfolge des Demokraten Wooda Nicholas Carr antrat. Da er im Jahr 1916 nicht bestätigt wurde, konnte er bis zum 3. März 1917 nur eine Legislaturperiode im Kongress absolvieren.
Nach dem Ende seiner Zeit im US-Repräsentantenhaus praktizierte Robert Hopwood wieder als Anwalt. Er starb am 1. März 1940 in seinem Winterwohnsitz Saint Petersburg und wurde in Uniontown beigesetzt.